# Olympische Jugend-Sommerspiele 2018/Teilnehmer (Amerikanische Jungferninseln)
| Gelbes Symbol für Goldmedaillen mit stilisierten Olympischen Ringen | Graues Symbol für Silbermedaillen mit stilisierten Olympischen Ringen | Braundes Symbol für Bronzemedaillen mit stilisierten Olympischen Ringen |
| ------------------------------------------------------------------- | --------------------------------------------------------------------- | ----------------------------------------------------------------------- |
| —                                                                   | —                                                                     | —                                                                       |

Die Jugend-Olympiamannschaft der Amerikanischen Jungferninseln für die III. Olympischen Jugend-Sommerspiele vom 6. bis 18. Oktober 2018 in Buenos Aires (Argentinien) bestand aus vier Athleten. Sie konnten keine Medaille gewinnen. Fahnenträger bei der Eröffnungsfeier war der Schwimmer Ky Odlum, bei der Schlussfeier trug Leichtathletin Mikaela Smith die Fahne.

## Athleten nach Sportarten

### Leichtathletik
Mädchen
- Mikaela Smith
800 m: 21. Platz

### Schwimmen
| Mädchen - Natalia Kuipers 200 m Freistil: 34. Platz (Vorlauf) 400 m Freistil: 25. Platz (Vorlauf) | Jungen - Ky Odlum 100 m Freistil: 41. Platz (Vorlauf) 100 m Schmetterling: 43. Platz (Vorlauf) |

### Triathlon
Jungen
- Dominic Pugliese
Einzel: DNF
Mixed: 12. Platz (im Team Amerika 5)